# Lilla Majholmen
Lilla Majholmen är öar i Finland. De ligger i Skärgårdshavet och i kommunen Pargas i landskapet Egentliga Finland, i den sydvästra delen av landet. Öarna ligger omkring 24 kilometer sydväst om Åbo och omkring 160 kilometer väster om Helsingfors.
Arean för den av öarna koordinaterna pekar på är 1 hektar och dess största längd är 150 meter i sydväst-nordöstlig riktning. Närmaste större samhälle är Väståboland, 14,2 km öster om Lilla Majholmen.